# Nguyễn Thị Như Trang
Nguyễn Thị Như Trang (1939 – 2016) là nhà văn Việt Nam, được tặng Giải thưởng Nhà nước về Văn học Nghệ thuật vào năm 2012. Bà là Thượng tá Quân đội nhân dân Việt Nam.  

## Tiểu sử
Nguyễn Thị Như Trang (bút danh: Bảo Ngọc, Thảo Phương) sinh ngày 31 tháng 12 năm 1939 tại xã Ngọc Thanh huyện Kim Động, tỉnh Hưng Yên. 
Nguyễn Thị Như Trang vào nghề là kế toán của một ty thương nghiệp. Sau đó, bà được cử đi học tại lớp Viết văn trẻ khóa II (1965-1966) của Hội Nhà văn Việt Nam. Ra trường, bà về làm phóng viên báo Quân khu III (1966-1969) và từ năm 1969, Nguyễn Thị Như Trang được điều về tạp chí Văn nghệ quân đội làm phóng viên, biên tập viên. Bà đã được phong quân hàm Thượng tá Quân đội nhân dân Việt Nam.
Nguyễn Thị Như Trang là nhà văn nữ duy nhất ở Tạp chí Văn nghệ Quân đội trong những năm chiến tranh, bà từng có mặt ở chiến trường Campuchia, Mặt trận 559 và Chiến tranh biên giới Việt – Trung 1979 với tư cách nhà báo, nhà văn.
Bà là đảng viên Đảng Cộng sản Việt Nam; hội viên Hội Nhà văn Việt Nam từ năm 1976.
Bà mất ngày 5 tháng 12 năm 2016 tại Hà Nội.

## Sự nghiệp
Khi là kế toán của một ty thương nghiệp Nguyễn Thị Như Trang đã viết vở kịch ngắn ''Ông cửa hàng trưởng'' (1964) và được trao giải thưởng văn học đầu tiên của Tổng Liên đoàn Lao động Việt Nam. Sau hơn nửa thế kỷ cầm bút, bà đã xuất bản 10 tập truyện ngắn, truyện vừa và 5 tập tiểu thuyết về đề tài chiến tranh cách mạng và những vấn đề nảy sinh sau chiến tranh.
Bà đã dành được nhiều giải thưởng về văn học: Giải nhì cuộc thi truyện ngắn báo Văn nghệ (1966-1967) cho truyện ngắn Màu tím hoa mua; Giải A Bộ Tư lệnh Hải quân cho bút ký “ Người ở đảo” (1994); Giải thưởng văn học Bộ Quốc phòng cho tập Chuyện thời con gái (1994).
Nguyễn Thị Như Trang đã được Nhà nước trao tặng Huân chương Kháng chiến chống Mỹ, cứu nước hạng ba; Huân chương Chiến công hạng nhì.
Năm 2012, bà được tặng Giải thưởng Nhà nước về Văn học Nghệ thuật với cụm tác phẩm: Màu tím hoa mua (tập truyện, ký), Khoảng sáng trong rừng (tiểu thuyết).

## Tác phẩm chính
- Màu tím hoa mua (tập truyện ngắn, 1969)
- Thành phố bờ biển (tập truyện ngắn, 1972)
- Câu chuyện ở rừng (tập truyện ngắn, 1976)
- Ánh lửa từ chân sóng (tiểu thuyết, 1976)
- Khoảng sáng trong rừng (tiểu thuyết, 1976)
- Cây thông non (tiểu thuyết, 1979)
- Nhật ký Phnompênh (ký, 1981)
- Biệt thự có giàn hoa tím (tiểu thuyết, 1985)
- Đứa con bị ruồng bỏ (tiểu thuyết, 1995)
- Tôi đi chợ Mỹ (bút ký, 2001)
- Chuyện thời con gái (tập truyện ngắn, 1994)
- Những nẻo đường chiến tranh (bút ký, 2006)
- Khúc hát tôi yêu (1987)
- Trời miền nhiệt đới (1987)
- Hoa cỏ đắng (1978)
- Ngôi sao nhỏ của tôi (1988)
- Tháng Tư thương mến (2002)
- 101 giai thoại làng văn nghệ (2003)
- Truyện ngắn Nguyễn Thị Như Trang (1994)
- Điều không khắc vào đá (2004)

Nguồn: 

## Vinh danh
- Giải thưởng Nhà nước về Văn học Nghệ thuật năm 2012.

### Giải thưởng văn học
- Giải thưởng của Tổng Liên đoàn Lao động Việt Nam cho vở kịch ngắn Ông cửa hàng trưởng (1964).
- Giải nhì cuộc thi truyện ngắn báo Văn nghệ (1966-1967) cho truyện ngắn Màu tím hoa mua.
- Giải A Bộ Tư lệnh Hải quân cho bút ký “ Người ở đảo” (1994).
- Giải thưởng văn học Bộ Quốc phòng (1994) cho tập truyện Chuyện thời con gái.